# Leonora Christina Ulfeldt

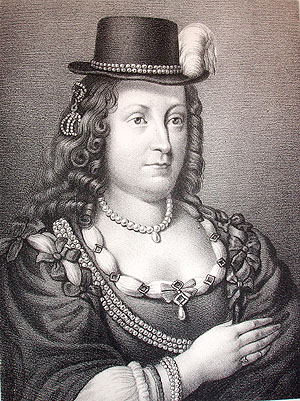
Leonora Christina Ulfeldt

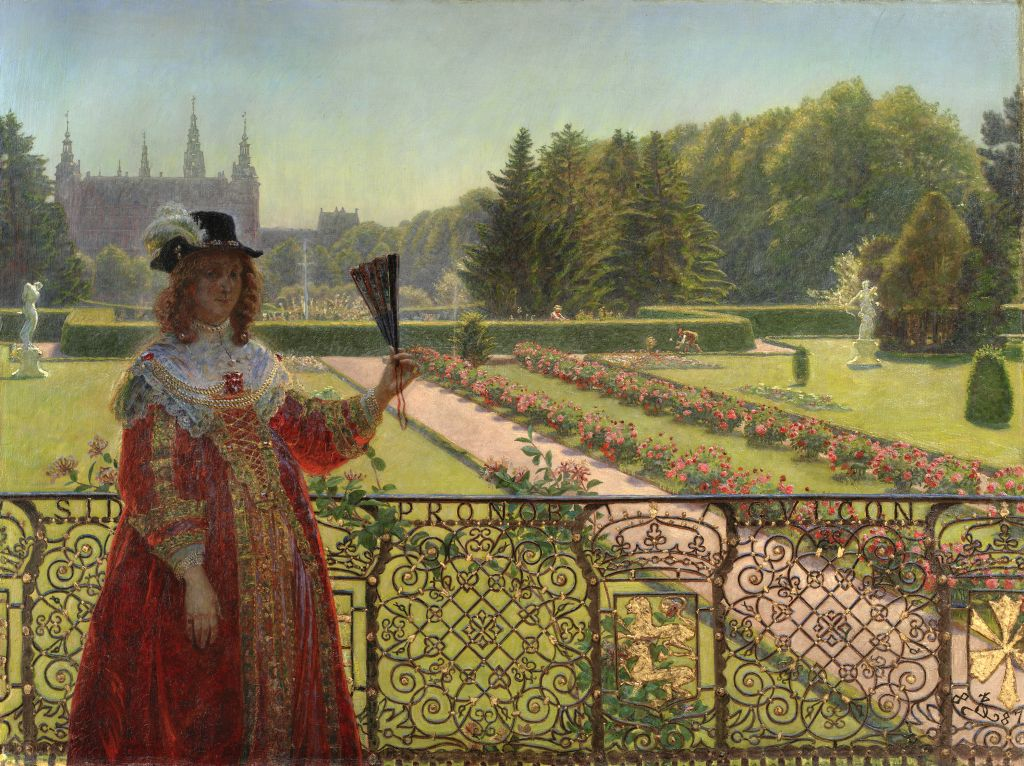
Leonora Christina Ulfeldt in de tuin op Slot Frederiksborg

Leonora Christina Ulfeldt (Slot Frederiksborg, 8 juli 1621 — Maribo, 16 maart 1698) was de dochter van koning Christiaan IV van Denemarken en de jonge adellijke Kirsten Munk. Omdat het huwelijk van haar ouders als morganatisch werd gezien, kreeg Leonora niet de titel prinses, maar werd zij net als haar moeder gravin van de hertogdommen Sleeswijk en Holstein. Op 9 oktober 1636 trouwde ze op vijftienjarige leeftijd met rijksgraaf en rijkshofmeester Corfitz Ulfeldt.

## Achtergrond
Koning Christiaan IV van Denemarken was tussen 1615 en 1630 getrouwd met de jonge adellijke Kirsten Munk. Uit dit huwelijk werd Christina Leonora van Denemarken geboren. Volgens eigen zeggen was zij de lieveling van de koning. Ze leek sterk op hem, was begaafd, had een aanleg voor de schilderkunst, tekenen, muziek en schriftelijke expressie en had een goed gevoel voor talen. Na de scheiding van haar ouders bleef zij in het Slot Frederiksborg wonen, waar ze werd opgevoed door haar grootmoeder van vaders kant. Ze leerde vele talen waaronder Duits, Engels, Frans, Italiaans, Nederlands en Spaans. In 1628 woonde zij een poos in Leeuwarden bij haar vaders nichtje Sophia Hedwig van Brunswijk-Wolfenbüttel.
Op negenjarige leeftijd was ze reeds verloofd met de vierentwintigjarige Corfitz Ulfeldt (10 juli 1606 - februari 1664) en trouwde zes jaar later met hem. Het paar woonde eerst op Elmelunde Slot op het eiland Møn, dat Corfitz Ulfeldt van 1636 tot 1637 in pacht had. Haar schoonfamilie was niet rijk. Corfitz Ulfeldt was gouverneur in Kopenhagen vanaf 1637 en woonde op hun hoeve in Løvstræde waar nu Gråbrødretorv ligt. In 1643 werd Ulfeldt rijkshofmeester en daarmee de machtigste man aan het hof na de koning. Leonora werd hierdoor de eerste dame aan het hof, aangezien de koning geen wettige echtgenote had. Ulfeldt bracht in korte tijd een groot vermogen bijeen. Leonora vergezelde haar man op officiële reizen naar het buitenland, waaronder in 1646 en 1647 naar de Verenigde Provinciën en Frankrijk.
Het was een gelukkig huwelijk waaruit tussen 1638 en 1651 ten minste vijftien kinderen geboren werden. Zeven hiervan bereikten de volwassen leeftijd (vier jongens en drie meisjes); vijf van hen waren nog in leven toen Leonora Christina vrijgelaten werd in 1685. Ludvig en Ellen Christina waren toen reeds gestorven.
|  |  | Corfitz Ulfeldt 10 juli 1606 – februari 1664 | Corfitz Ulfeldt 10 juli 1606 – februari 1664 | Corfitz Ulfeldt 10 juli 1606 – februari 1664 | Corfitz Ulfeldt 10 juli 1606 – februari 1664 | Corfitz Ulfeldt 10 juli 1606 – februari 1664 | Corfitz Ulfeldt 10 juli 1606 – februari 1664 |               |               | Leonora Christina 8 juli 1621 – 16 maart 1698 | Leonora Christina 8 juli 1621 – 16 maart 1698 | Leonora Christina 8 juli 1621 – 16 maart 1698 | Leonora Christina 8 juli 1621 – 16 maart 1698 | Leonora Christina 8 juli 1621 – 16 maart 1698 | Leonora Christina 8 juli 1621 – 16 maart 1698 |       |       |       |       |         |         |         |         |         |         |                 |                 |                 |                 |                 |                 |                |                |                |                |                |                |     |     |     |     |     |     |
|  |  | Corfitz Ulfeldt 10 juli 1606 – februari 1664 | Corfitz Ulfeldt 10 juli 1606 – februari 1664 | Corfitz Ulfeldt 10 juli 1606 – februari 1664 | Corfitz Ulfeldt 10 juli 1606 – februari 1664 | Corfitz Ulfeldt 10 juli 1606 – februari 1664 | Corfitz Ulfeldt 10 juli 1606 – februari 1664 |               |               | Leonora Christina 8 juli 1621 – 16 maart 1698 | Leonora Christina 8 juli 1621 – 16 maart 1698 | Leonora Christina 8 juli 1621 – 16 maart 1698 | Leonora Christina 8 juli 1621 – 16 maart 1698 | Leonora Christina 8 juli 1621 – 16 maart 1698 | Leonora Christina 8 juli 1621 – 16 maart 1698 |       |       |       |       |         |         |         |         |         |         |                 |                 |                 |                 |                 |                 |                |                |                |                |                |                |     |     |     |     |     |     |
|  |  |                                              |                                              |                                              |                                              |                                              |                                              |               |               |                                               |                                               |                                               |                                               |                                               |                                               |       |       |       |       |         |         |         |         |         |         |                 |                 |                 |                 |                 |                 |                |                |                |                |                |                |     |     |     |     |     |     |
|  |  |                                              |                                              |                                              |                                              |                                              |                                              |               |               |                                               |                                               |                                               |                                               |                                               |                                               |       |       |       |       |         |         |         |         |         |         |                 |                 |                 |                 |                 |                 |                |                |                |                |                |                |     |     |     |     |     |     |
|  |  | Christian                                    | Christian                                    | Christian                                    | Christian                                    | Christian                                    | Christian                                    | Anne Cathrine | Anne Cathrine | Anne Cathrine                                 | Anne Cathrine                                 | Anne Cathrine                                 | Anne Cathrine                                 | Louis                                         | Louis                                         | Louis | Louis | Louis | Louis | Corfitz | Corfitz | Corfitz | Corfitz | Corfitz | Corfitz | Ellen Christina | Ellen Christina | Ellen Christina | Ellen Christina | Ellen Christina | Ellen Christina | Leonora Sophie | Leonora Sophie | Leonora Sophie | Leonora Sophie | Leonora Sophie | Leonora Sophie | Leo | Leo | Leo | Leo | Leo | Leo |

- Christian (5 december 1637 - 29 juli 1688 in Rome)
- Jacob (1638 - voor 18 december 1642)
- Anne Cathrine (18 maart 1639 - 27 mei 1707 in Wenen; verloofd van 1647-1651 met Kai Lycke; getrouwd op 3 mei 1672 met Jan Wigilius Cassetta in België)
- Franz (ca. 1640 - voor 18 december 1642)
- Ludvig (1641-1668) kwam om bij een mijnexplosie in Xanthi
- Corfitz (*1642, †8 augustus 1688 in Londen)
- Ellen Christina (oktober 1643 - 11 december 1677 in Brugge)
- Leo (1644 - voor september 1646)
- Leo "Belgicus" (29 september 1646 - 1649)
- Leonora Sofie (september of oktober 1647 - 15 augustus 1698, getrouwd: 1676 met Lave Jockumsøn Beck)
- Otto (1648-1651)
- Een dochter (1649 in Den Haag, stierf al snel)
- Mogens (1650-1652)
- Leo Ulfeldt (22 maart 1651 - 11 april 1716, getrouwd op 28 juni 1697 met Anna Maria Rudolfsdatter Zinzendorf (25 april 1674 - 30-31 juli 1736)
- Het laatst bekende kind, vermoedelijk een meisje, (oktober of november 1651, stierf al snel).

## Conflict met Frederik III

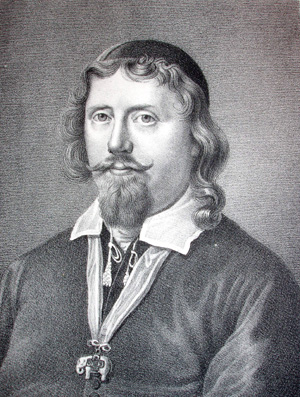
Corfitz Ulfeldt

Na de dood van Christiaan IV van Denemarken kwam Leonora in conflict met de nieuwe koning, haar halfbroer Frederik en diens vrouw Sophia Amalia. Leonora was inmiddels een internationale beroemdheid geworden en verkeerde in verschillende vorstelijke kringen. Ze wenste haar positie als leading lady van het hof niet over te dragen aan de nieuwe koningin, enkel omdat een nieuwe koning de troon had bestegen. Ook Ulfeldt wilde zijn lucratieve ambten niet afstaan. Dit belangenconflict werd uitgevochten door kleine pesterijen. Zo verwijderde het echtpaar Ulfeldt op de dag van de troonsbestijging van Sophia Amalia de versieringen in de stad Kopenhagen. Nog belangrijker was de twijfel die de Ulfeldt zaaide over de politieke koers van de nieuwe koning. Om een rechtszaak wegens verduistering en verkoop van overheidsambten te vermijden vluchtte het paar in 1651 naar Zweden. Zij verbleven tussen 1652 en 1654 in Stockholm. Hier ontmoette Leonora koningin Christina en leerde hier in mannenkleding te gaan.
Het paar woonde tussen 1655 en 1657 op het kasteel van Barth in Pommeren. Leonora Christina reisde af naar Denemarken om met koning Frederik III tot verzoening te komen, maar bij Korsør werd zij aangehouden en uit het land gezet. In 1657 trok Zweden Denemarken binnen en Corfitz Ulfeldt sloot zich daarbij aan en Leonora vergezelde hem. In 1659 werd hij aangeklaagd voor verraad bij een Zweeds commissie-gerechtshof, maar hij was te ziek om zich zelf te verdedigen. Leonora Christina was trouw aan haar man en nam daarom de verdediging van haar man over.

## Haar gevangenschap

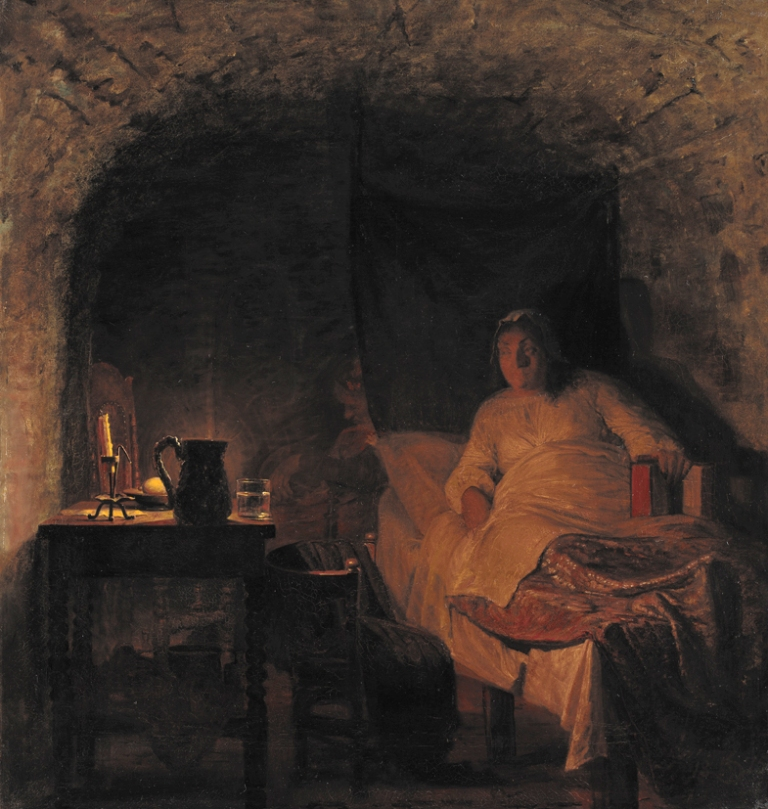
Leonora Christina Ulfeldt; gearresteerd en gevangengezet op het slot Hammershus op het eiland Bornholm. Schilderij van Kristian Zahrtmann, 1875

Beiden werden in 1660 door Frederik III in Kopenhagen gearresteerd en voor zeventien maanden gevangengezet op het slot Hammershus op het eiland Bornholm. Hierna werden ze vrijgelaten op voorwaarde dat ze afzagen van een groot deel van hun eigendommen en uitstaande vorderingen kwijtscholden (Ulfeldt was een van de leenheren van de koning). Ze verhuisde naar Ellenborg Slot (nu Holckenhavn Slot) op Funen en volgde Corfitz Ulfeldt in 1662 die voor zijn gezondheid een reis naar de Nederlanden maakte.
In 1663 reisde zij verder naar Londen om in opdracht van haar man een oude schuld terug te vorderen van Karel II, dit tegen de afspraak met Frederik III in. Ulfeldt wilde het geld gebruiken om een opstand tegen de Deense koning te beginnen. Deze veroordeelde hem bij verstek ter dood wegens hoogverraad en eiste de uitlevering van Leonora aan Denemarken als medeschuldige. De Engelse koning liet haar arresteren in Dover, waarna zij werd overgebracht naar Kopenhagen. Ze ontkende iets te hebben geweten omtrent het verraad van haar man. Toch werd zij 21 jaar, 9 maanden en 11 dagen gevangen gehouden in de Blauwe Toren van slot Christiansborg, het koninklijk paleis in Kopenhagen. Ze schreef er onder andere haar autobiografie in het Frans.

## Na haar vrijlating
"Die moeilijke tijd in de gevangenis kon haar echter niet breken. Toen haar neef, Christiaan V, in 1685 Leonora Christina vrij wilde laten, weigerde zij om 's avonds het gevang te verlaten. Ze stond er op het gevang in stijl op vrije voeten gesteld te worden, en dat werd ze ook." Ze werd vrijgelaten bij daglicht en haar dochter haalde haar op.

## Jammers Minde

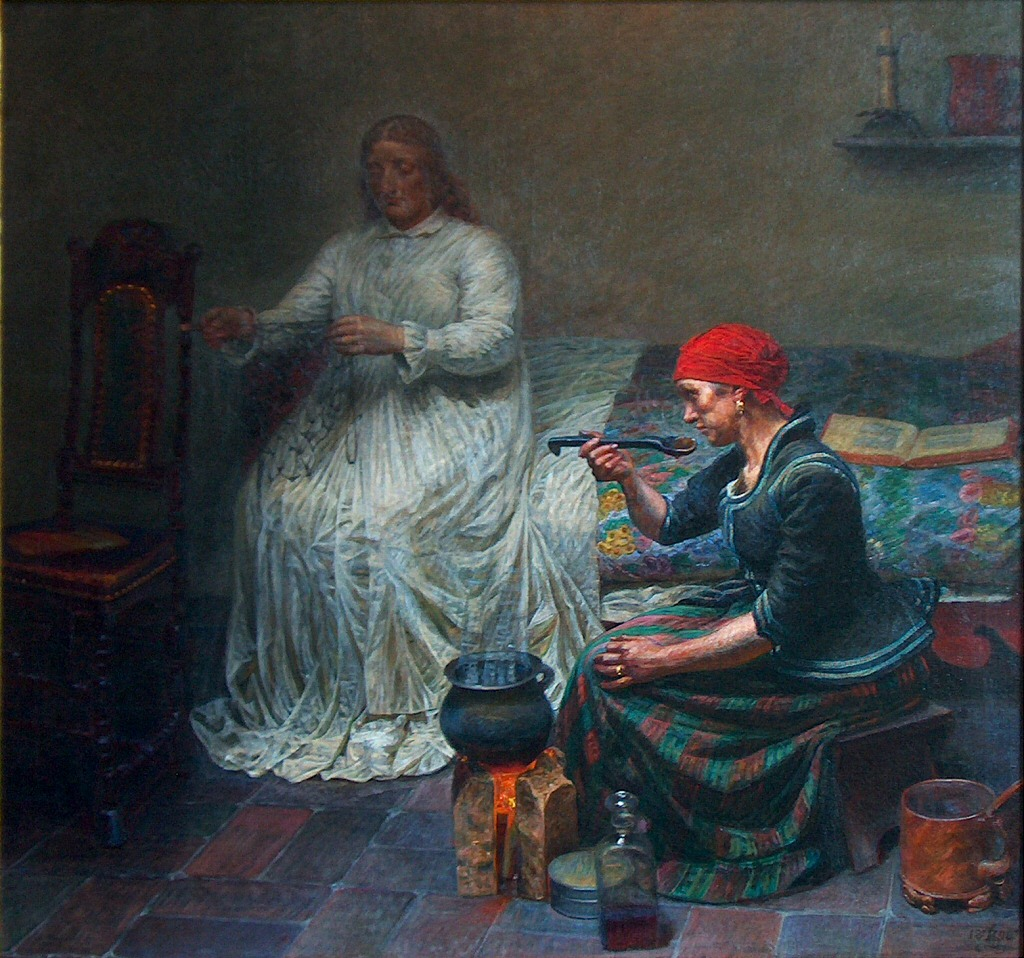
Leonora Christina Ulfeldt in de Blauwe Toren

Tijdens haar gevangenschap in de Blauwe Toren schreef zij voor haar kinderen in 1673 het literaire werk Jammers Minde (Herinneringen aan mijn ellende). Dit gaf een beeld van haar leven in de gevangenis. Pas meer dan tweehonderd jaar later, in 1876, werd het manuscript gepubliceerd, wat een sensatie veroorzaakte. Niet alleen was het de beste Deense autobiografie uit de barokperiode, maar ook een goed beschreven portret van menselijke vernedering en geestelijke grootheid.
Toen koningin Sophie Amalie in 1685 stierf, werd Leonora Christina vrijgelaten. Ze verhuisde kortstondig naar Husum (ten noordwesten van Kopenhagen). Daarna vestigde zij zich in het door de birgittinessen gestichte klooster in Maribo. Hier werd zij ook begraven. Korte tijd later werd haar lichaam echter verwijderd en, naar wordt aangenomen, door haar zonen op een onbekende plaats begraven waar haar man ook reeds begraven was. De kerk van het voormalige klooster fungeert nu als kathedraal van het lutherse bisdom Lolland-Falster.

## Trivia
- Jammers Minde inspireerde de Deense schilder Kristian Zahrtmann, over haar leven een serie van twintig schilderijen te vervaardigen. (Van een paar hiervan staat er een foto bij dit artikel.) Onder andere schilderde Zahrtmann haar jeugd als koningsdochter, haar arrestatie, de opsluiting in de Blauwe Toren en een bizarre afbeelding van Sophia Amalia's dood.
- De HSC Leonora Christina (2011), een catamaran veerboot van rederij BornholmerFærgen is naar haar vernoemd.

## Haar werken
- La Lettre à Otto Sperling (De brief aan Otto Sperling) 1673
- Jammers Minde[5] (Herinnering aan mijn ellende) (haar autobiografie) 1663-1697
- Heltinders Pryd (De lof van een heldin) 1683

| P                          | I                                   | II                                          | III                                            |
| -------------------------- | ----------------------------------- | ------------------------------------------- | ---------------------------------------------- |
| Proband: Leonora Christina | Vader: Christiaan IV van Denemarken | Grootvader: Frederik II van Denemarken      | Overgrootvader: Christiaan III van Denemarken  |
| Proband: Leonora Christina | Vader: Christiaan IV van Denemarken | Grootvader: Frederik II van Denemarken      | Overgrootmoeder: Dorothea van Saksen-Lauenburg |
| Proband: Leonora Christina | Vader: Christiaan IV van Denemarken | Grootmoeder: Sophia van Mecklenburg-Güstrow | Overgrootvader: Ulrich van Mecklenburg-Güstrow |
| Proband: Leonora Christina | Vader: Christiaan IV van Denemarken | Grootmoeder: Sophia van Mecklenburg-Güstrow | Overgrootmoeder: Elisabeth van Denemarken      |
| Proband: Leonora Christina | Moeder: Kirsten Munk                | Grootvader: Ludvig Munk II                  | Overgrootvader: Ludvig Munk I                  |
| Proband: Leonora Christina | Moeder: Kirsten Munk                | Grootvader: Ludvig Munk II                  | Overgrootmoeder: Kirstine Lykke                |
| Proband: Leonora Christina | Moeder: Kirsten Munk                | Grootmoeder: Ellen Marsvin                  | Overgrootvader: Jørgen Marsvin                 |
| Proband: Leonora Christina | Moeder: Kirsten Munk                | Grootmoeder: Ellen Marsvin                  | Overgrootmoeder: Karen Gyldenstierne           |

>